# هنک فانهوف
هنک فانهوف (هلندی: Henk Faanhof; ۲۹ اوت ۱۹۲۲ – ۲۷ ژانویهٔ ۲۰۱۵) دوچرخه‌سوار اهل هلند بود.
وی در مسابقات کشوری و بین‌المللی در مجموع برندهٔ ۱ مدال طلا شده‌است.